# 奈沃昂布卢瓦
奈沃昂布卢瓦（法語：Naives-en-Blois，法語發音：[nɛv ɑ̃ blwa]）是法国默兹省的一个市镇，属于科梅尔西区。

## 地理
奈沃昂布卢瓦（48°39'42"N, 5°32'51"E）面积15.7 平方千米，位于法国大東部大區默兹省，该省份为法国西北部内陆省份，北与比利时接壤，西接马恩省和阿登省，南至上马恩省和孚日省，东临默尔特-摩泽尔省。
与奈沃昂布卢瓦接壤的市镇（或旧市镇、城区）包括：巴尔布尔河畔博韦、布鲁塞昂布卢瓦、大梅利尼、梅尼勒拉奥尔涅、瓦-瓦孔。

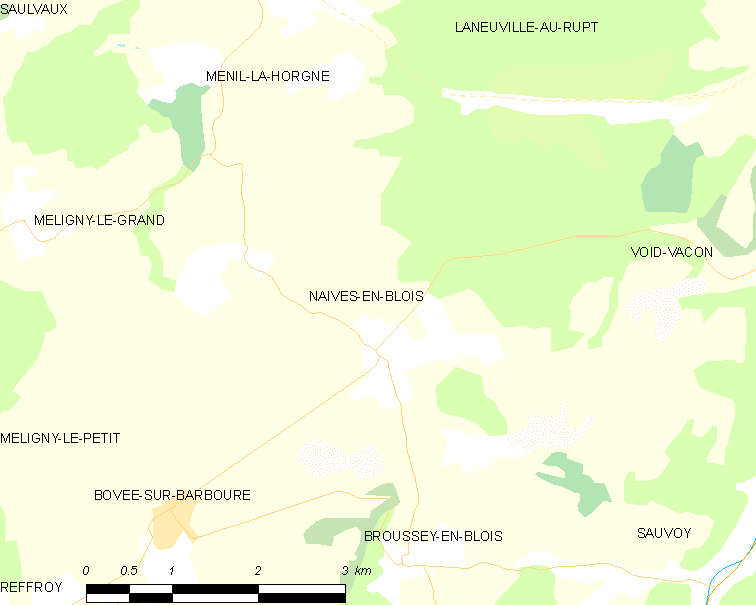
奈沃昂布卢瓦的OSM定位图

奈沃昂布卢瓦的时区为UTC+01:00、UTC+02:00（夏令时）。

## 行政
奈沃昂布卢瓦的邮政编码为55190，INSEE市镇编码为55368。

## 政治
奈沃昂布卢瓦所属的省级选区为沃库勒尔县。

## 人口

1962-2008年间奈沃昂布卢瓦人口变化图示

奈沃昂布卢瓦于2022年1月1日时的人口数量为156人。